# 100 meter ryggsim för herrar i simning vid olympiska sommarspelen 2008
Herrarnas 100 meter ryggsim vid olympiska sommarspelen 2008 hölls mellan 10 och 12 augusti 2008 i Pekings Nationella simstadion. Sex inledande heat hölls där de flesta heaten hade åtta simmare. Därefter hölls två semifinaler och en final. Totalt slogs det olympiska rekordet fyra gånger under inledande heat, semifinaler och final. I finalen slogs både olympiskt rekord och världsrekord av Aaron Peirsol, USA.

## Medaljörer
| Guld               | Silver            | Brons                       | Brons                        |
| Aaron Peirsol, USA | Matt Grevers, USA | Hayden Stoeckel, Australien | Arkadij Vjattjanin, Ryssland |
| 52,54              | 53,11             | 53,18                       | 53,18                        |

## Rekord
Innan tävlingen var världsrekord och olympiska rekord följande: 
| Världsrekord     | Aaron Peirsol (USA) | 52,89 | Omaha, Nebraska USA | 1 juli 2008     |
| Olympiskt rekord | Aaron Peirsol (USA) | 53,45 | Aten, Grekland      | 21 augusti 2004 |

Följande olympiska rekord och världsrekord sattes under tävlingen: 
| Datum      | Omgång      | Namn               | Nationalitet | Resultat | OR | VR |
| ---------- | ----------- | ------------------ | ------------ | -------- | -- | -- |
| 10 augusti | Heat 4      | Matt Grevers       | USA          | 53,41    | OR |    |
| 11 augusti | Semifinal 1 | Arkadij Vjattjanin | Ryssland     | 53,06    | OR |    |
| 11 augusti | Semifinal 2 | Hayden Stoeckel    | Australien   | 52,97    | OR |    |
| 12 augusti | Finalen     | Aaron Peirsol      | USA          | 52,54    | OR | VR |

## Resultat

### Från de olika heaten
| Placering | Heat | Bana | Namn                   | Nationalitet   | Tid     | Kommentarer                                   |
| --------- | ---- | ---- | ---------------------- | -------------- | ------- | --------------------------------------------- |
| 1         | 4    | 4    | Matt Grevers           | USA            | 53,41   | Kvalificerad till semifinal, olympiskt rekord |
| 2         | 4    | 5    | Arkadij Vjattjanin     | Ryssland       | 53,64   | Kvalificerad till semifinal                   |
| 3         | 6    | 4    | Aaron Peirsol          | USA            | 53,65   | Kvalificerad till semifinal                   |
| 4         | 6    | 7    | Aschwin Wildeboer      | Spanien        | 53,67   | Kvalificerad till semifinal                   |
| 5         | 3    | 5    | Gerhard Zandberg       | Sydafrika      | 53,75   | Kvalificerad till semifinal                   |
| 6         | 6    | 5    | Liam Tancock           | Storbritannien | 53,85   | Kvalificerad till semifinal                   |
| 7         | 5    | 3    | Hayden Stoeckel        | Australien     | 53,93   | Kvalificerad till semifinal                   |
| 8         | 3    | 8    | Lubos Krizko           | Slovakien      | 54,07   | Kvalificerad till semifinal                   |
| 9         | 5    | 5    | Ashley Delaney         | Australien     | 54,08   | Kvalificerad till semifinal                   |
| 10        | 5    | 2    | Junichi Miyashita      | Japan          | 54,12   | Kvalificerad till semifinal                   |
| 11        | 4    | 2    | Stanislav Donets       | Ryssland       | 54,18   | Kvalificerad till semifinal                   |
| 12        | 4    | 3    | Tomomi Morita          | Japan          | 54,21   | Kvalificerad till semifinal                   |
| 13        | 6    | 3    | Markus Rogan           | Österrike      | 54,22   | Kvalificerad till semifinal                   |
| 14        | 6    | 1    | Mirco Di Tora          | Italien        | 54,39   | Kvalificerad till semifinal                   |
| 15        | 5    | 1    | Guy Barnea             | Israel         | 54,50   | Kvalificerad till semifinal                   |
| 16        | 5    | 6    | Gregor Tait            | Storbritannien | 54,62   | Kvalificerad till semifinal                   |
| 17        | 4    | 6    | Aristeidis Grigoriadis | Grekland       | 54,71   |                                               |
| 18        | 3    | 4    | Damiano Lestingi       | Italien        | 54,78   |                                               |
| 19        | 5    | 4    | Helge Meeuw            | Tyskland       | 54,88   |                                               |
| 20        | 6    | 2    | Guilherme Guido        | Brasilien      | 54,89   |                                               |
| 21        | 6    | 8    | Razvan Ionut Florea    | Rumänien       | 54,89   |                                               |
| 22        | 4    | 8    | George Du Rand         | Sydafrika      | 54,90   |                                               |
| 23        | 3    | 7    | Min Sung               | Sydkorea       | 54,99   |                                               |
| 24        | 4    | 1    | Gordan Kožulj          | Kroatien       | 55,05   |                                               |
| 25        | 3    | 3    | Benjamin Stasiulis     | Frankrike      | 55,08   |                                               |
| 26        | 2    | 6    | Omar Pinzón            | Colombia       | 55,11   |                                               |
| 27        | 3    | 6    | Jonathan Massacand     | Schweiz        | 55,21   |                                               |
| 28        | 4    | 7    | Nick Driebrgen         | Nederländerna  | 55,31   |                                               |
| 29        | 2    | 5    | Pavel Sankovich        | Vitryssland    | 55,39   |                                               |
| 30        | 3    | 1    | Derya Buyukuncu        | Turkiet        | 55,43   |                                               |
| 31        | 5    | 8    | Jake Tapp              | Kanada         | 55,54   |                                               |
| 32        | 3    | 2    | Vytautas Janusaitis    | Litauen        | 55,65   |                                               |
| 33        | 6    | 6    | Thomas Rupprath        | Tyskland       | 55,77   |                                               |
| 34        | 5    | 7    | Marko Strahija         | Kroatien       | 55,89   |                                               |
| 35        | 2    | 4    | Orn Arnarson           | Island         | 56,15   |                                               |
| 36        | 2    | 3    | Roland Rudolf          | Ungern         | 56,25   |                                               |
| 37        | 2    | 2    | Xiaolei Sun            | Kina           | 56,44   |                                               |
| 38        | 2    | 8    | Oleksandr Isakov       | Ukraina        | 56,55   |                                               |
| 39        | 1    | 4    | Danil Bugakov          | Uzbekistan     | 56,59   |                                               |
| 40        | 2    | 7    | German Eduardo Otero   | Argentina      | 56,74   |                                               |
| 41        | 2    | 1    | Tomáš Fučík            | Tjeckien       | 57,29   |                                               |
| 42        | 1    | 3    | Jared J Heine          | Marshallöarna  | 58,86   |                                               |
| 43        | 1    | 2    | Souhaib Kalala         | Syrien         | 1:00,24 |                                               |
| 44        | 1    | 6    | Rubel Mohammad Rana    | Bangladesh     | 1:04,82 |                                               |

### Semifinaler
| Placering | Semifinal | Bana | Simmare            | Nationalitet   | Tid   | Kommentarer                               |
| --------- | --------- | ---- | ------------------ | -------------- | ----- | ----------------------------------------- |
| 1         | 2         | 6    | Hayden Stoeckel    | Australien     | 52,97 | Kvalificerad till final, olympiskt rekord |
| 2         | 2         | 4    | Matt Grevers       | USA            | 52,99 | Kvalificerad till final                   |
| 3         | 1         | 4    | Arkadij Vjattjanin | Ryssland       | 53,06 | Kvalificerad till final, olympiskt rekord |
| 4         | 1         | 5    | Aschwin Wildeboer  | Spanien        | 53,51 | Kvalificerad till final                   |
| 5         | 2         | 5    | Aaron Peirsol      | USA            | 53,56 | Kvalificerad till final                   |
| 6         | 1         | 3    | Liam Tancock       | Storbritannien | 53,61 | Kvalificerad till final                   |
| 7         | 1         | 2    | Junichi Miyashita  | Japan          | 53,69 | Kvalificerad till final                   |
| 8         | 2         | 2    | Ashley Delaney     | Australien     | 53,76 | Kvalificerad till final                   |
| 9         | 2         | 1    | Markus Rogan       | Österrike      | 53,80 |                                           |
| 10        | 1         | 7    | Tomomi Morita      | Japan          | 53,95 |                                           |
| 11        | 2         | 3    | Gerhard Zandberg   | Sydafrika      | 53,98 |                                           |
| 12        | 1         | 8    | Gregor Tait        | Storbritannien | 54,37 |                                           |
| 13        | 1         | 6    | Lubos Krizko       | Slovakien      | 54,38 |                                           |
| 14        | 2         | 7    | Stanislav Donets   | Ryssland       | 54,57 |                                           |
| 15        | 1         | 1    | Mirco Di Tora      | Italien        | 54,92 |                                           |
| 16        | 2         | 8    | Guy Barnea         | Israel         | 54,93 |                                           |

### Finalen
| Placering | Bana | Simmare            | Nationalitet   | Tid   | Kommentarer   |
| --------- | ---- | ------------------ | -------------- | ----- | ------------- |
| 1         | 2    | Aaron Peirsol      | USA            | 52,54 | Världsrekord  |
| 2         | 5    | Matt Grevers       | USA            | 53,11 |               |
| 3         | 3    | Arkadij Vjattjanin | Ryssland       | 53,18 |               |
| 3         | 4    | Hayden Stoeckel    | Australien     | 53,18 |               |
| 5         | 8    | Ashley Delaney     | Australien     | 53,31 |               |
| 6         | 7    | Liam Tancock       | Storbritannien | 53,39 | Nationsrekord |
| 7         | 6    | Aschwin Wildeboer  | Spanien        | 53,51 |               |
| 8         | 1    | Junichi Miyashita  | Japan          | 53,99 |               |